# Kageneckia angustifolia
El Frangel, u Olivillo,  Kageneckia angustifolia D.Don, es una especie arbórea, dioica, en la familia Rosaceae. Especie endémica de Chile Central, crece entre los 30 a 35º de latitud sur.

## Nombre común
Frangel, Franjel, Olivillo, Olivillo de cordillera.

## Descripción
Se halla a altitudes de 800 a 3000 m s. n. m.; es un árbol perennifolio, de 4-7 m de altura, follaje  ralo, hojas alargadas, aserradas.